# Antonio de Montezinos
Antonio de Montezinos, Aaron Levi (* um 1604 in Vila Flor (Portugal); † 1648 in Recife (Niederländisch-Brasilien)) war ein marranischer Reisender und angeblich Entdecker der verlorenen Stämme Israels in Übersee.

## Leben
Antonio de Montezinos wurde um 1604 in einer Converso-Familie in Vilaflor (Nordportugal) geboren. Zwischen 1639 und 1644 bereiste er Südamerika, im Speziellen Neu-Granada. Von 1639 bis 1641 war er für anderthalb Jahre in den Verliesen der Inquisition von Cartagena de Indias (heute Kolumbien) eingesperrt. Im Jahr 1644 kehrte er nach Europa zurück. Er trat in Amsterdam vermutlich offen zum Judentum über und nahm den Namen Aaron Levi an. Vor einem Ausschuss der dortigen sefardischen Gemeinde sagte er unter Eid aus, er habe in Südamerika Angehörige der zehn verlorenen Stämme Israels angetroffen.
Als er 1639 die Kordilleren überquert habe, habe er einen der Indios von einem geheimen Volk sprechen hören. Erst als er danach wegen des Verdachts des Judaisierens im Gefängnis saß, sei ihm die Erkenntnis gekommen, dass es sich bei diesem Indianer um einen Hebräer handeln müsse. Nach der Freilassung aus der Gefangenschaft im Februar 1641 habe er deshalb den Indianer wieder aufgesucht. Dieser habe ihn zu einer Gruppe von Einheimischen geführt, die sich als Nachkommen des verlorenen israelischen Stammes Ruben bekannten. Die Indios hätten das Schma Jisrael rezitiert und ihn als einer ihrer Brüder anerkannt. Montezinos sei durch sie darin bestärkt worden, seine Entdeckung, die ein Zeichen der messianischen Erfüllung sei, der jüdischen Diaspora bekannt zu machen.
Die Erzählung wurde in Amsterdam von der Leitung der sephardischen Gemeinde (mahamad) mit großem Interesse aufgenommen. Nach sechs Monaten Aufenthalt in den Niederlanden, kehrte Montezinos nach Südamerika zurück. Er begab sich nach Recife (heute Brasilien), wo sich die älteste jüdische Gemeinde Südamerikas befand. Als er zwei Jahre danach in Pernambuco starb (1648), soll er noch auf dem Totenbett, die Wahrheit seiner Erzählung bekräftigt haben.

## Die Hoffnung Israels
Die Angaben zu Montezinos beruhen in erster Linie auf den Aufzeichnungen von Menasse ben Israel. Er war nach eigenen Angaben bei der Befragung des marranischen Reisenden persönlich anwesend. Er schrieb dessen Ausführungen unter dem Titel Relación de Aarón Levi, alias Antonio de Montezinos auf und band die Erzählung in sein Buch Die Hoffnung Israels ein. Das Buch erschien 1650 in Amsterdam auf Spanisch und Lateinisch und wenig später in englischer Sprache (The Hope of Israel, London 1650).
Schon vor der Drucklegung durch Menasseh ben Israel kursierte die Erzählung in millenaristischen Kreisen Englands. Der schottische Theologe John Dury hatte das Manuskript bei einem seiner Aufenthalte in Amsterdam erhalten und es Thomas Thorowgood (1595–1669) für dessen Schrift Jewes in America or Probabilities that the Americans are of that Race überlassen. Die These von der jüdischen Abstammung der Indianer war schon früher vertreten worden und fand jetzt neuen Auftrieb bei den Puritanern. Die These war eine weitere Begründung für deren Missionsarbeit in Neu-England. Jetzt, da die Möglichkeit bestand neben den Juden Europas auch die verlorenen Stämme in Amerika zum Christentum zu bekehren, bestand nach Annahme der Millenaristen die Möglichkeit, dass die Endzeit und die Wiederkehr des Messias Wirklichkeit werden konnte.
Die Hoffnung Israels war als Antwort auf die Spekulationen der Puritaner gedacht. Auch für die Juden war das Auffinden der zehn verlorenen Stämme eine Voraussetzung für die Rückkehr des Messias. Als zweite Voraussetzung für die Erfüllung der Hoffnung Israels galt im jüdischen Messianismus die Zerstreuung der Juden auf der ganzen Welt. Diese Voraussetzung war solange nicht erfüllt, wie die Juden sich nicht in England niederlassen und ihre Religion praktizieren konnten. Aus diesem Grund widmete Menasseh ben Israel die erste Ausgabe der Hope of Israel dem englischen Parlament (dedicated by the author to the high court, the Parliament of England, and to the Councell of State). Tatsächlich wurde Menasseh in der Folge nach England eingeladen, wo er mit Cromwell erfolgreich über die Wiederansiedlung der Juden verhandelte.
Die Theorie, dass die Indianer von den Juden abstammten, konnte sich zum Teil bis ins 19. Jahrhundert halten, verlor jedoch mit dem Erlöschen des Millenarismus immer mehr an Bedeutung und erlosch mit dem Aufkommen der wissenschaftlichen Ethnologie vollständig.

## Ausgaben derRelación de Aarón Levi, alias Antonio de Montezinos(Auswahl)
Erstausgaben
- Migweh Israel. Esto es, Esperança de Israel. Amsterdam 1650 (spanisch) online
- Miqweh Israel. Hoc est Spes Isaelis. Amsterdam 1650 (lateinisch von Menasseh ben Israel)
- The Hope of Israel. London 1650, 1651, 1652 (englisch von Moses Wall)
- De Hoop van Israel. Amsterdam 1666 (niederländisch)
- Miqveh Yisra'el. Amsterdam (jiddisch 1691, hebräisch 1698)

neue Ausgaben
- The hope of Israel, Oxford 1987, ISBN 0-19-710054-6
- Henri Méchoulan, Gérard Nahon (Hrsg.): Menasseh ben Israel: Espérance d 'Israël. Paris 1979, ISBN 2-7116-0557-4
- Elias Hayyim Lindo: The Narrative of Aharon Levi, alias Antonio de Montezinos. In: Tanya Storch (Hrsg.): Religions and missionaries around the Pacific, 1500–1900. Aldershot 2006, ISBN 978-0-7546-0667-3

zeitgenössische Diskussion
- Edward Winslow: The Glorious Progress of the Gospel amongst the Indians in New England. London 1649.
- Thomas Thorowgood: Jewes in America or Probabilities that the Americans are of that Race. London 1650. (mit The Relation of Master Antonie Monterinos, translated out of the French Copie sent by Manasseh ben Israel)
- Hamon L’Estrange: Americans no Jewes, or Improbabilities that the Americans are of that race. London, 1652.
- Gottlieb Spitzel: Elevatio relationis Montezinianae de repertis in America tribubus Israeliticis. Basel 1661
- Israelita revertens armatus versus ne an fictus? Kurtzer doch gründlicher Bericht von den zehen Stämmen Israel. 1666